# Geikiidae
Geikiidae es una familia extinta de dicinodontes del Pérmico Superior. Sus fósiles se han encontrado en el Reino Unido (Escocia), Sudáfrica y Tanzania. La familia fue denominada originalmente por Franz Nopcsa en 1923, aunque fue su uso en la descripción de Friedrich von Huene de 1948 de esta familia lo que la llevó a ser usado comúnmente. Von Huene estableció a Geikiidae como una familia monotípica para Geikia, por entonces descubierto en Escocia. Él distinguió a Geikia de todos los demás dicinodontes porque carecía de un hueso preparietal. Los contornos de los huesos de la bóveda craneana sin embargo no podían ser vistos, lo que significa que esta característica es incierta en los geikíidos. Los geikíidos fueron clasificados originalmente como parientes cercanos de Dicynodon y Lystrosaurus, pero las características que los vinculan a estos dicinodontes son también observadas en muchas otras formas. Es más probable que estas características vistas en Dicynodon y Lystrosaurus, como las órbitas oculares ampliamente separadas, evolucionaran de manera paralela en los geikíidos.